# Campsicnemus pe
Campsicnemus pe är en tvåvingeart som beskrevs av Neal L. Evenhuis 2003. Campsicnemus pe ingår i släktet Campsicnemus och familjen styltflugor. Inga underarter finns listade i Catalogue of Life.